# NGC 7460
NGC 7460 (другие обозначения — PGC 70287, UGC 12312, MCG 0-58-21, ZWG 379.23, IRAS22591+0159) — галактика в созвездии Рыбы.
Этот объект входит в число перечисленных в оригинальной редакции «Нового общего каталога».
В галактике вспыхнула сверхновая SN 2003gk типа Ib, её пиковая видимая звездная величина составила 17,1.